# Кастел Сант'Елия
Кастѐл Сант'Елѝя (на италиански: Castel Sant'Elia) е малко градче и община в Централна Италия, провинция Витербо, регион Лацио. Разположено е на 210 m надморска височина. Населението на общината е 2642 души (към 2010 г.).